# Sagartia herpetodes
Sagartia herpetodes is een zeeanemonensoort uit de familie Sagartiidae.
Sagartia herpetodes is voor het eerst wetenschappelijk beschreven door McMurrich in 1904.